# Eulamprus leuraensis
Eulamprus leuraensis là một loài thằn lằn trong họ Scincidae. Loài này được Wells & Wellington mô tả khoa học đầu tiên năm 1983.